# Agrupación de Veteranos del FC Barcelona
La Agrupación de Veteranos del FC Barcelona se constituye en 1959 el principal objectivo es ayudar a los exjugadores del FC Barcelona que han dejado el futbol, no han tenido éxito en su nueva vida profesional. En la actualidad, la Agrupación tiene más de 950 socios. De estos, la mayoría son exjugadores de cualquiera de las categorías. El resto son socios simpatizantes, aficionados blaugrana que quieren contribuir al desarrollo de la organización.
Hoy día, la principal actividad de la Agrupación es trabajar por garantizar unas condiciones de vida dignas de los exjugadores en los ámbitos social, laboral, económico y médico. Además, la entidad también fomenta los vínculos entre los exjugadores y se ha convertido en un punto de unión de la historia viva del FC Barcelona. Es por este motivo un grupo que promueve y difunde el sentimiento blaugrana, la Agrupación también contribuye a la promoción de los valores del fútbol a partir de la experiencia de sus integrantes.
Desde 2003, el presidente de la Agrupación es el exjugador Ramón Alfonseda y tiene 5 vicepresidentes: Ferran Olivella, Josep Moratalla, Tente Sánchez, Eusebio Sacristán, y Carles Puyol. De entre las actividades que organizan a lo largo del año destacan los numerosos partidos de fútbol que disputan alrededor de Cataluña y también fuera de Cataluña. También organizan diversos tablas redondas entre exjugadores y jugadores del primer equipo y una reunión anual de exjugadores del FC Barcelona (la última, celebrada en Andorra la Vieja). Además, a lo largo del año realiza diversos actos de reconocimiento y homenaje a personalidades del entorno barcelonista, como en el caso de Josep Carreras, Àngel Mur, Joaquim Maria Puyal, Modest Cuixart, Isidre Esteve o Josep Lluís Vilaseca.
Por otro lado, la Agrupación de veteranos del FCB ha sido el alma de la EFPA (Federación Europea de Exjugadores de Fútbol). Esta entidad, quiere ser un punto de unión de los veteranos a nivel europeo, se dedica a reflexionar sobre el papel que ha de tener el exjugador en la sociedad y también organizar diversas actividades deportivas y sociales.
En 2009 la entidad celebra su 50 aniversario, con la celebración de diferentes actos, una estatua de Ladislau Kubala, un concierto en el Auditorio de Barcelona, y la producción de una camiseta histórica, una edición limitada de una camiseta semejante a la que utilizaban los jugadores blaugrana en los años 20.
En 2010 se convoca la primera edición del Premio Barça Jugadores, para distinguir el jugador del FC Barcelona que más se ha destacado por juego limpio de la temporada 2009-2010. A partir de la elección de un jurado, se pone en marcha una votación popular a través de internet. Bojan Krkić es el ganador de este premio, con el 36,1% de los votos. En la segunda edición, el 2011, el jugador ganador del Premio Barça Jugadors es Andrés Iniesta.

## Misiones y objetivos
- Garantizar una calidad de vida digna a los veteranos desde el ámbito social, económico, médico y de inserción laboral.
- Fomentar los vínculos entre los exjugadores.
- Promoción de valores humanos y la educación a través del Fútbol.

## La historia
La idea de constituir una Agrupación de Veteranos del FCB se comienza a gestar el año 1946, cuando una serie de exjugadores quieren dar un paso adelante para fomentar la relación entre ellos y no perder la amistad que tenían cuando jugaban, además de seguir haciendo barcelonismo. Va a ser en 1959 cuando realmente la Agrupación se constituye y, a partir de aquí, va comenzar a contemplar-se con otro objetivo igualmente importante: ayudar a los exjugadores que después de dejar el fútbol no tienen ningún éxito en su nueva vida profesional.
La Agrupación Barça Jugadores nació como una entidad sin ánimo de lucro para ayudar económicamente o socialmente a los exjugadores que lo necesiten. Para realizar estos fines sociales, el año 1995 se crea La Fundació Barça Veterans, la presidencia de la cual es asumida por Ladislau Kubala. El capital fundacional va a ser donado por entidades y particulares muy sensibilizados con los antiguos jugadores y con los colores del FCB. Este fondo es intocable y eso garantiza la supervivencia de la Fundación, una de las joyas más preciadas de la entidad blaugrana. El objectivo es ayudar a los exjugadores en todo aquello que les haga falta, a partir de los ingresos que genera este capital fundacional. Para poder poco a poco su obra, sin embargo,  es muy importante que se puedan generar nuevas formas de incrementar el fondo económico. Entre otras personalidades, destaca la figura del expresidente de la Generalidad de Cataluña, Jordi Pujol como patrón de la Fundación.
En octubre de 2003, el Gobierno de Cataluña concede el Premio Creu de Sant Jordi, la máxima distinción civil que otorga la Generalidad, a la Agrupació Barça Jugadors por su apoyo humanitario constante a todos sus miembros y a sus familiares que se encuentran con dificultades.

## Los Presidentes
- Lluís Tudo i Pomar (1946-1961)
- Estanislau Basora i Brunet (1961-1969)
- Enric Verdú i Guimó (1969-1971)
- Climent Vidal i Porta (1971-1976)
- Josep Maria Fusté i Blanch (1976-1989)
- Antoni Amorós i Andreu (1989-1989)
- Lluís M. Vidal i Planella (1989-1990)
- Ladislau Kubala Stecz (1990-1999)
- Martí Vergés i Masa (1999-2003)
- Ramón Alfonseda i Pous (2003-)